# Nazione

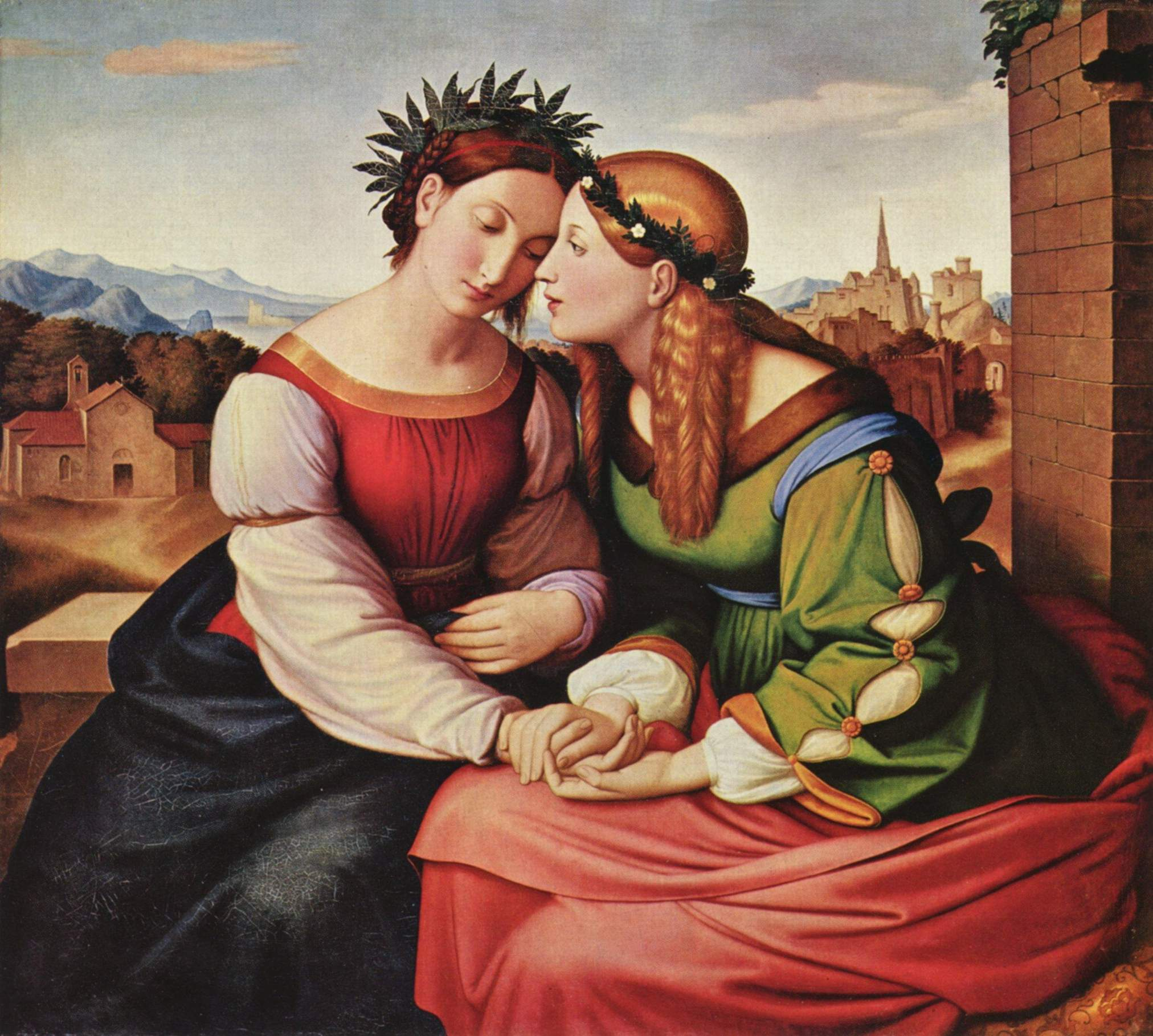
Italia e Germania, dipinto romantico dell'artista tedesco Friedrich Overbeck. Una nazione può essere spesso raffigurata con una personificazione nazionale (come in questo caso Italia e Germania)

Il termine nazione (dal latino natio, in italiano «nascita») si riferisce ad una comunità di individui che condividono alcune caratteristiche come il luogo geografico, la cultura (cioè la lingua, la religione, la storia e le tradizioni), l'etnia ed, eventualmente, un governo.

## Definizioni
Per la tesi funzionalista la nazione è un manufatto culturale caratterizzato da «forme di lealtà collettiva e di vincoli comunitari di stampo nazionale, in grado di garantire il miracolo, in senso politico, della diversità nell'unità». In questo senso la nazione assolverebbe la funzione di modello politico al tempo stesso pragmatico e razionale: uno "stato sovrano" che può far riferimento a un popolo, a un'etnia, a una tribù con una discendenza, una lingua e una storia in comune.
Una differente corrente di pensiero, legata a pensatori riconducibili a diverse espressioni politico-culturali, fa riferimento alla nazione in quanto realtà eterna e immortale non in senso metaforico, ma letterale: per essi l'idea di nazione sarebbe oggettiva (e non frutto di un atto performativo radicato nel tempo e nella storia), in quanto tra le sue caratteristiche necessarie vi sarebbe il concetto di sangue (Herder) o di «consanguineità» (Meinecke).
Un'altra definizione vede la nazione come una «comunità di individui di una o più nazionalità con un suo proprio territorio e governo» o anche «una tribù o una federazione di tribù (come quella degli indiani nordamericani)». È appoggiandosi a tali nozioni che si è sviluppato negli anni '70 il concetto di micronazione.
Alcuni autori, come Jürgen Habermas, considerando obsoleta la nozione tradizionale di nazione, si riferiscono a essa come a un libero contratto sociale tra popoli che si riconoscono in una Costituzione comune. Tale concetto, in questo caso, si estenderebbe anche a quello di patria e il patriottismo nazionale.

## Caratteristiche
L'idea di nazione matura nel tempo e si vale di archetipi linguistici, letterari, comunitari e politici. Essa opera grazie al concetto di "gruppo di appartenenza": ciò prevede un profondo senso del "noi", pace e ordine al suo interno, una serie di simboli e miti comuni, la garanzia di protezione e la consapevolezza della durevolezza nel tempo della nazione rispetto ai singoli individui.
La giustificazione storica della nazione è fornita da opere letterarie, da poesie e da canti, composti anche in un passato molto lontano ma che vengono rapportati al presente; classica giustificazione della nazione tedesca è riscontrabile nella Germania di Tacito, in cui i popoli abitanti nel cuore dell'Europa vengono esaltati come valorosi, leali e incorrotti: è probabile che Tacito abbia voluto in questo modo fare una critica della società romana, dando comunque materiale ai tedeschi per legittimare la propria superiorità.
Il senso del "noi" si sviluppa nella popolazione spesso grazie al confronto con il "gruppo esterno", che alle volte assume la forma di un odiato nemico. Un esempio può trovarsi nella storica rivalità tra nazione francese e nazione tedesca: entrambe hanno caratterizzato la loro identità nell'ostilità rispetto al vicino. 
Ernest Renan definisce nazione come l'anima e il principio spirituale di un popolo, che gode di una ricca eredità di ricordi e del consenso attuale. Ne consegue che la nazione esiste finché trova posto nella mente e nel cuore delle persone che la compongono.

## Il concetto di nazione nella storia

### Antichità e testi sacri

#### L'archetipo della nazione d'Israele
La Bibbia descrive il concetto di nazione (nationes o gentes) come "una delle grandi divisioni naturali della specie umana uscita dalle mani di Dio creatore, espressione della diversità visibile della società umana sulla terra".
Le nazioni sono il risultato della divisione dell'umanità in schiatte, stirpi e popoli, come il frutto del superamento dell'unità originaria del genere umano.
La Genesi racconta del passaggio da un primitivo universalismo a una dispersione dei popoli, causata forse nel tempo attraverso la discendenza dei figli di Noè, sopravvissuti con lui al Diluvio universale, o repentinamente dall'edificazione della torre di Babele. L'Apocalisse di San Giovanni pronostica un ripristino dell'antico universalismo, secondo un piano di salvezza che riguarderà tutte le nazioni e non soltanto il popolo d'Israele.
Di preferenza, nelle Sacre scritture il termine "nazione" ricorre per indicare i nemici pagani del popolo eletto, quelle nazioni, cioè, che non riconoscono Dio e la sua potenza. Il popolo di Dio deve lottare e combattere le nazioni per difendersi dalla sottomissione e dall'errore. Tutto ciò riconduce a un sentimento di nazionalismo.
La nazione di Israele nasce come "lega sacra" tra le varie tribù ebraiche, su una base al tempo stesso etnica e religiosa. Sarà questa unione culturale (variabile culturale) a tenere unito il popolo di Dio, anche in assenza di una forma politica stabile.

#### Grecia
Possiamo tradurre in greco il termine nazione con "ethnos", sebbene questa voce abbia assunto un elevato numero di connotazioni: popolo (greco o barbaro), forme politiche associative non riconducibili alle polis, ma anche un popolo o una comunità etnica con un proprio statuto politico-giuridico e un'autonoma struttura costituzionale.
Il termine ethnos indica non tanto "una popolazione dispersa su un territorio esteso, che vive in villaggi e unita da legami politici deboli e intermittenti", quanto un insieme, etnicamente omogeneo, di comunità politiche locali, con un'identità politica fondata essenzialmente sull'elemento territoriale.
Il termine ghenos indica la comune discendenza, la provenienza da uno stesso ceppo, i vincoli di sangue, ma generalmente non esprime vincoli di appartenenza politica.
I differenti popoli che formano la nazione (ethnos) ellenica sono accomunati su vincoli di sangue (variabile naturale) più che da legami di tipo culturale o politico territoriale.
L'evento che più di ogni altro ha unito i greci in un sentimento unitario, sono state le Guerre persiane.
Socrate distingue la rivalità interna e la definisce "discordia", dalla minaccia di altri popoli, che chiama "guerra".
La superiorità culturale e politica dei greci rispetto ai barbari favorisce un sentimento di unione non solo di sangue, ma anche politica e culturale, che si perpetuerà oltre la contingenza persiana, anche se non si raggiungerà mai la realizzazione di una nazione in senso proprio, libera da conflitti interni e rivolta a un espansionismo esterno.

#### Roma
È nel mondo romano che il termine nazione fa la sua comparsa per la prima volta e viene utilizzato con sfumature diverse.
Nel suo significato immediato la natio richiama la nascita e l'origine, la comunità di diritto alla quale si appartiene per vincolo di sangue, secondo uno degli usi restrittivi che già si trova nella tradizione biblica.
Nell'uso romano la natio è anche la terra nella quale si è nati, il luogo d'origine, di appartenenza o di provenienza.
Generalmente natio viene utilizzato per indicare le popolazioni straniere, alleate o sottomesse a Roma. Altre volte indica popolazioni ostili alla Res pubblica, o popolazioni barbare e arretrate.
A differenza di gens, che indica una stirpe intera (ad esempio la gens Germanica), natio indica le singole tribù.
Il termine natio ha assunto dunque valenze e connotazioni diverse, che indicavano l'esistenza di vincoli di appartenenza politica basati sul sangue, sull'affiliazione tribale e sui legami territoriali, ma non la presenza di un ordine politico complesso e articolato, di un livello di civiltà lontanamente paragonabile a quello romano.
Questo spiega perché, per indicare Roma, il sostantivo natio venga sostituito da civitas, patria, res pubblica, Urbs.

### Medioevo
Il Medioevo è un periodo di mezzo fra il mito dell'universalismo (realizzato antecedentemente sotto forma di impero) e il particolarismo nazionale che si realizzerà nei secoli a venire. È un periodo importante, che pone le basi per i successivi mutamenti storici e sociali. Tra l'età tardoromana e l'inizio dell'Alto medioevo vanno ricercati i fattori e gli elementi dalla cui combinazione scaturirà in seguito la maggior parte delle nazioni storiche che ancora oggi compongono la carta politica dell'Europa.
Secondo i romantici, il Medioevo è il periodo d'elezione per studiare la formazione di buona parte degli stati europei.

#### Lenationesuniversitarie
Le nationes universitarie, sorte nelle Università medievali d'Europa dal XIII secolo in avanti, sono una delle espressioni storicamente più significative del compromesso tra universalismo e particolarismo: particolarismo dettato dalla loro provenienza territoriale; universalismo caratterizzato dal sapere (universale appunto).
Gli scholares vagantes si muovono da tutta Europa per apprendere nelle diverse città europee gli insegnamenti impartiti da magistri a loro volta provenienti da ogni paese.
Al tempo stesso, le corporazioni e associazioni - cui gli studenti davano vita nelle città che li ospitavano per difendersi reciprocamente dalle pressioni dei poteri locali - tendono a strutturarsi in funzione della loro differente provenienza geografica, sulla base dunque della terra d'origine, della lingua materna e della diversità di costumi. L'università divenne perciò il centro e il punto di partenza dell'organizzazione nazionale.

#### Lenationesmercantili e conciliari
Più rilevante è stata la funzione svolta dalle nationes mercantili. Occorre infatti ricordare che con il termine "nazioni" in passato si intendevano anche associazioni di mercanti aventi la stessa nazionalità e residenti in uno Stato estero per motivi di commercio verso il cui governo erano rappresentati da propri consoli (diversi dalle rappresentanze statali presso altri stati).
Si tratta di comunità forestiere composte da commercianti e operatori economici stabilmente insediate all'estero.
Queste le similitudini con le nationes universitarie:
- Nascita spontanea, volontaria e limitata nel tempo;
- Garantire assistenza e tutelare gli interessi professionali;
- L'aggregazione avviene in base a criteri linguistico-territoriali;

In generale, le nationes mercantili hanno avuto un ruolo più spiccatamente politico-rappresentativo: non si sono limitate alla salvaguardia dei privilegi e delle concessioni ottenuti dal potere locale o al perseguimento di comuni obiettivi materiali, ma hanno anche perseguito lo sviluppo delle relazioni economiche e politico-diplomatiche tra paesi e la definizione di modelli socioculturali e d'identità politico-territoriali.
Si può dunque dire che hanno storicamente contribuito alla costruzione della futura Europa delle nazioni.
Agli interessi dei commercianti si affianca la solidarietà patriottica, l'affinità culturale e religiosa, una lingua comune e un comune sentimento riferiti a una città/regione/nazione.
Il principio qui stabilito, se da un lato dimostra come in questa fase storica l'appartenenza (o identità) nazionale sia ancora priva di rilevanti connotazioni politiche, dall'altro conferma come i valori etnolinguistici, che sono alla base di quella che potremmo definire l'idea di nazione culturale, fossero già pienamente attivi nella mente delle classi dirigenti e dei ceti intellettuali dell'epoca.

### Dalla Riforma alla Rivoluzione
A partire dal '500 fenomeni come l'accentramento del potere politico nelle mani dei sovrani, l'affinamento letterario delle lingue vernacolari, il radicamento su base territoriale delle chiese riformate producono, su gran parte del territorio europeo, il progressivo consolidarsi del sentimento collettivo e della coscienza unitaria di sempre più vaste comunità umane, che cominciano ad assumere una fisionomia e un'identità nazionale.
In Machiavelli, il termine nazione assume un significato generale ed estensivo poiché si riferisce a collettività straniere, a popolazioni e a paesi oppure può richiamare una o più comunità con la loro particolare fisionomia storica e culturale.
Nazione indica dunque differenze linguistiche e territoriali, diversità culturali, ma anche la continuità storica che caratterizza la vita di un popolo rendendolo specifico e differente dagli altri.
In Guicciardini, oltre agli usi scontati (luogo di nascita, paese di appartenenza, popolazioni barbare straniere), nazione indica anche una comunità etnico-territoriale distinta dal punto di vista della cultura. (Gli Svizzeri si alleano col Ducato di Milano per respingere i Francesi).
Con la nascita delle "chiese nazionali" (cuius regio, eius religio), poi, avviene un distacco teologico ma anche politico e linguistico. Si rafforza il senso di appartenenza.
In questa fase è possibile individuare una profondità storica: il termine nazione non indica soltanto coloro che su un dato territorio condividono la stessa lingua, gli stessi costumi e la stessa religione, ma un insieme di caratteri e di legami che rimanda ad un passato percepito come unico e peculiare, con una sua forza vincolante.
Per il periodo storico compreso tra Rinascimento e Rivoluzione francese si possono distinguere tre modelli o varianti del concetto di nazione:
- Nazione statale: la nazione si forma sotto la spinta dello Stato. La crescita del sentimento nazionale è proporzionale alla crescita dello Stato (territoriale). Es. Inghilterra;[8]
- Nazione culturale: sviluppata in quegli stati in cui il modello politico statuale si è sviluppato con maggiore ritardo (Germania, Italia). La nazione coincide in questo caso con una comunità popolare basata sulla cultura, sulla lingua e sulle tradizioni storiche.
- Nazione politica sovrana: la nazione costituisce un'unione volontaria di cittadini che si pone, al posto dell'antico sovrano, come fondamento esclusivo dello Stato. Da qui si sviluppa una sovranità politica: per esempio la Francia rivoluzionaria.

#### La nazione culturale
Si sviluppa nel '700 la concezione culturale della nazione. Fonda la sua coesione sulla lingua, sulla cultura e sulla tradizione (Herder), non sull'astratta rigidità di un'obbligazione politica (Kulturnation).
Secondo Johann Gottfried Herder nella vita di una nazione l'unità di cultura e di lingua viene prima dell'unità politica, dello Stato e della costituzione.
I vincoli culturali sono più stabili e duraturi di quelli istituzionali.
Esempi di nazione culturale, per lui, sono Germania e Italia.
Herder teorizza la nazione come un fattore di progresso civile e morale, nonché come un tramite fra l'individuo e l'umanità.
Realizzando sé stesso all'interno di una realtà sociale culturalmente omogenea e spiritualmente coesa, l'uomo può così più facilmente attingere alla dimensione dell'universalità e realizzare la sua natura sociale (visione universalistica).

#### La nazione politica - Visione romantica di Rousseau
Rousseau pone al centro la volontà degli individui che vi fanno parte (volontà di costituire una nazione), piuttosto che la natura e la storia, come fattore fondante della nazione politicamente intesa.
Richiamandosi al sentimento piuttosto che alla ragione, Rousseau sottolinea l'importanza che le istituzioni, la volontà politica e un agire sociale collettivo sorretto dalla passione comune e dalla consapevolezza di sé e della propria identità rivestono nel salvaguardare e rafforzare il sentimento di appartenenza nazionale di qualunque identità politica.
A proposito delle diversità dei popoli, Rousseau afferma che sono le forme di governo, i sistemi di legislazione e le leggi che devono adattarsi allo spirito dei popoli e al loro carattere.
Per Sieyès il terzo Stato rappresenta la nazione intesa proprio come un organo assoluto senza il quale lo Stato non esisterebbe. Gli ordini privilegiati sono qualcosa di esterno alla nazione: minoranza infima e inutile.
Ciò che per lui lega una nazione non è dunque la comune origine storica, la lingua, i costumi o il territorio, ma la volontà degli individui, tutti ugualmente liberi: volontà non alimentata da retaggi storici, ma da sé stessa.

### Ottocento
In seguito al periodo rivoluzionario, il campo semantico del termine nazione si allarga notevolmente: da semplice realtà collettiva caratterizzata da usi e costumi, la nazione passa a soggetto originario dell'organizzazione della società, diventando la comunità fondamentale che legittima le istituzioni che organizzano la vita collettiva.
Essa appare quindi in associazione con altri termini: popolo, patria, libertà, cittadinanza, Stato, volontà, sovranità.

#### Aspetto terminologico
Nel XIX secolo il concetto di nazione diventa globale e inclusivo in corrispondenza della nascita degli stati-nazione. Indica quindi la totalità degli abitanti di un paese, si avvicina al concetto di cittadinanza e spesso si rivela indipendentemente da componenti culturali o etniche. Dunque nazione coincide sempre più con "insieme dei cittadini" o "popolo", il quale assume la valenza di un soggetto politico unitario composto da uguali.
Al contempo la nazione si compenetra alla patria. Nasce il nazionalismo.

#### Aspetto relativo al contesto in cui si impone la nazione
Dinanzi ai mutamenti legati alla rivoluzione industriale (sviluppi trasporti, comunicazioni di massa, urbanizzazione), la nazione rimane un punto di riferimento per i cittadini. Innanzi ai mutamenti sociali ed all'attivismo politico di nuovi ceti e gruppi sociali di matrice borghese, la nazione viene presentata come fattore di integrazione socioculturale innanzi alla disgregazione della rivoluzione industriale.
La nazione ha bisogno di basi storiche e culturali su cui radicarsi: si hanno quindi costruzioni più o meno spontanee da parte di poeti, storici, scrittori, filosofi, linguisti e filologi (ed intellettuali tutti).
Dunque per dare radici storiche a qualcosa di già esistente, si verifica la nazionalizzazione (attribuire un significato nazionale) dei miti del passato.

### Alcuni approcci alla nazione elaborati nel sec. XIX

#### La nazione romantica
Nella visione illuministica, la nazione è proposta come realtà nella quale si riconoscono gli esseri illuminati e i popoli i cui costumi siano stati segnati dalla logica del progresso storico.
Nella visione romantica, si vede la nazione come sfera di appartenenza particolaristica ma non esclusiva. La nazione non può fare a meno di entrare in rapporto con la cultura e lo spirito delle altre nazioni e degli altri popoli, insieme con i quali essa costituisce un più vasto organismo vivente.
I popoli possono vivere in armonia mantenendo la propria individualità.
Al momento del passaggio dallo spirito cosmopolitico settecentesco al nazionalismo ottocentesco Fichte teorizza che solo la nazione tedesca (grazie alla sua superiorità linguistica e culturale, ecc.) può fare da guida politico-spirituale a beneficio dell'intero genere umano. Realizzare il cosmopolitismo partendo dal nazionalismo. La Germania è superiore: dunque è l'unica in grado di generare quell'universalità.
La superiorità linguistica della nazione tedesca, secondo Fichte, è legata alla capacità dell'Urvolk ("popolo originario") di mantenere e salvaguardare la propria lingua originaria (Ursprache) da influssi stranieri, restando stanziati sul territorio d'appartenenza, a differenza di altri ceppi germanici che, migrando, hanno favorito il modificarsi non solo delle proprie abitudini comportamentali, ma anche della propria lingua. Dunque, il popolo tedesco è l'unico popolo, il popolo non corrotto dal progresso e dalle regole.

#### Nazione, libertà, umanità
Le differenze fra nazione culturale e politica non sono così individuabili da un punto di vista dell'analisi pratica (sangue e volontà si mescolano).
La nazione italiana è vista non come qualcosa da costruire ex novo, ma è una comunità naturale che deve essere risvegliata dandole uno Stato e un assetto politico unitario.
Per gli autori italiani, il termine nazione è unito alla libertà, alla politica e allo Stato.
Al contrario degli intellettuali tedeschi come Herder, quelli italiani pensano che le variabili culturali siano solo un punto di partenza per giungere a una nazione in senso politico, libera e sovrana, dotata di istituzioni e di un governo che ne rispecchi la specificità.
Per Mancini, le nazioni costituiscono una dimensione naturale e necessaria della storia umana, la cui vitalità storica dipende tuttavia dalla loro libertà e indipendenza: dal fatto, cioè, di essere non un mero aggregato di fattori naturali e storici (territorio, lingua, ecc.), bensì un corpo politico e di possedere un governo, una volontà giuridica e leggi proprie. Senza lo Stato, la nazione rischia di restare un corpo inanimato.
Mazzini vede nella nazione la base politica della sovranità popolare e dello stato democratico: "Per nazione noi intendiamo l'universalità de' cittadini parlanti la stessa favella, associati, con eguaglianza di diritti politici, all'intento comune di sviluppare e perfezionare progressivamente le forze sociali e l'attività di quelle forze."
C'è quindi una differenza fra Mazzini e Sieyès.
Per Sieyès il soggetto storico che fa nascere la nazione attraverso la volontà sono i cittadini (liberi e uguali); per Mazzini è invece il popolo, inteso unitariamente come titolare di diritti e doveri che trascendono quelli dei singoli individui, popolo come espressione di una nuova epoca storica.
Funzione pedagogica della nazione, per Mazzini, è il fatto che essa educa l'uomo al sacrificio, al dovere e all'etica in funzione della comunità.
Vicini a Mancini e Mazzini furono gli autori francesi, in particolare Ernest Renan (vedasi la sua lezione alla Sorbona del 1882).

#### Marxismo e questione nazionale
Marx vede la nazione come un progetto della classe borghese, la quale, proponendosi come classe dominante, conquista il controllo dello Stato, dei suoi apparati legali e produttivi, a scapito dei vecchi ceti feudali e aristocratici. La nazione non costituisce dunque una totalità omogenea: i proletari vi sono esclusi. In quanto prodotto borghese, la nazione è strettamente connessa alle dinamiche del sistema capitalistico e come tale questa verrà meno con il superamento del capitalismo. La nazione è dunque una realtà storico-politica contingente.

## Il concetto di nazione nel diritto
Una nazione può essere rappresentata da uno Stato, che garantisce un ordinamento giuridico e ne afferma la sovranità: in tal caso si parla di Stato-nazione. Nell'uso quotidiano, però, erroneamente i termini come nazione, stato e paese vengono usati spesso come sinonimi per indicare un territorio controllato da un singolo governo, o gli abitanti di quel territorio o il governo stesso; in altre parole, per indicare lo Stato.
In senso stretto tuttavia, nazione indica le persone, mentre paese indica il territorio e stato la legittima istituzione amministrativa. Per aumentare la confusione, i termini nazionale  e internazionale si applicano agli Stati.
Nonostante al giorno d'oggi molte nazioni coincidano con uno Stato, le cose non sono sempre andate così in passato e ancora oggi esistono nazioni senza Stato e viceversa ci sono degli stati formati da più nazioni. Vi sono anche stati senza nazione.
Oltre gli stati esistenti, alcuni partiti politici e associazioni rivendicano di appartenere a nazioni senza Stato e, per quanto riguarda l'Europa occidentale, si riuniscono nella Conferenza delle nazioni senza stato d'Europa occidentale (CONSEU). L'organizzazione che raccoglie nazioni e popoli non rappresentati di tutto il mondo è l'Organizzazione delle nazioni e dei popoli non rappresentati (UNPO).
La spiegazione di questo prius, in termini di condizion necessaria ma non sufficiente della nascita di un ordinamento statuale, potrebbe risiedere nel modo in cui Costantino Mortati ravvisava nel concetto di nazione «una mera realtà sociologica»; ovvero "un’idea che, in quanto identifichi «un particolare modo di essere e di funzionare del popolo contrassegnato dagli stessi caratteri», precisa Mortati, «entra a comporre il sostrato di interessi e di sentimenti comuni, che si pongono a base dello stato-istituzione, senza però ancora riuscire a dargli vita»".